# Peltast
Een peltast (πελταστής; mv. πελτασταί) was in het oud-Griekse leger een duidelijk onderscheiden vorm van een lichtbewapende infanterist.

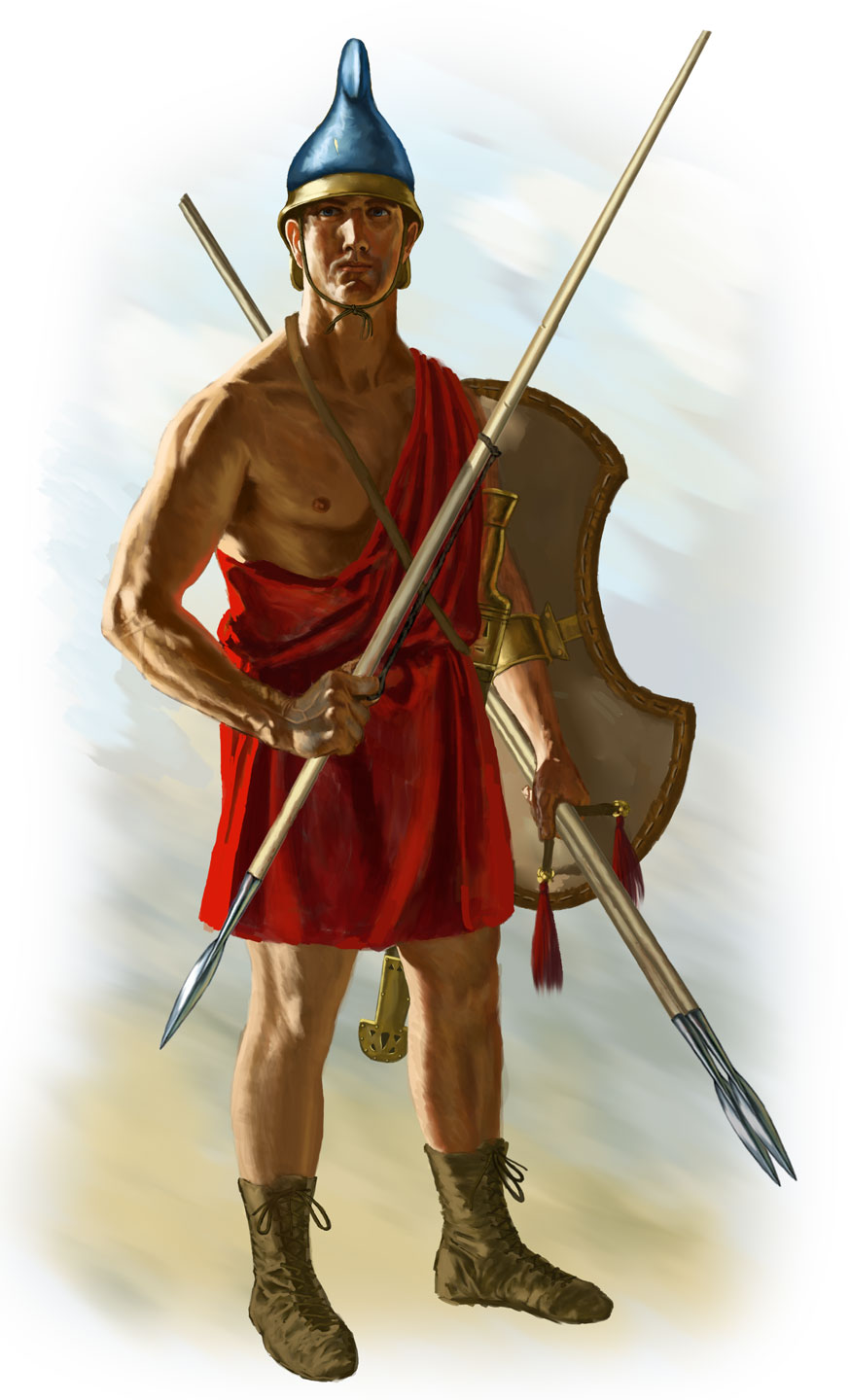
Agriaanse peltast.

De term werd voor het eerst gebruikt voor de Thracische - alsook andere Noord-Griekse - troepen, die de Grieken in de 5e eeuw v.Chr. meer en meer begonnen in te zetten, nadat ze in de Perzische oorlogen hun waarde bewezen hadden. Zo vochten Thracische en Noord-Griekse peltasten mee aan de zijde van Cyrus de Jongere en Agesilaüs. Zij droegen in tegenstelling tot de zwaar gewapende hoplieten oorspronkelijk geen uitrusting en in plaats van een helm meestal enkel een vellen muts. Ze waren met werpsperen (ἀκόντιον; mv. ἀκόντια) gewapend en droegen lichte schilden (pelta: πέλτη; mv. πέλται [ook gebruikt door Xenophon voor de lange lansen van de peltasten]) vervaardigd uit vlechtwerk of hout met huid of leder overtrokken. De Atheense veldheer Iphikrates gebruikte bij de slag bij Lechaeum vooral pelasten die niet meer uit enkel Thraciërs bestonden, hoewel over het gebruik van het woord peltast in Griekse verslagen over hem veel gediscussieerd wordt, omdat hij ook enkele hervormingen zou hebben doorgevoerd in 374 v.Chr. waarbij een type "pelasten" ontstond dat gewapend met een klein schild, een zwaard en een lans in plaats van werpspiesen. Daarenboven gaf hij hen linnen wambuizen en, in plaats van scheenplaten, wat naar hem iphikratides werden genoemd, iets tussen laarzen en beenwindselen (Diod., XV 44.). Sommige geleerden stellen dat deze latere "peltasten" geen echte pelasten in de traditionele betekenis waren, maar lichtgewapende hoplieten met een pelte schild in combinatie met langere speren—die gezien wordt als een directe voorganger van de Macedonische falanx. Deze Griekse peltasten konden zich niet de panoplie (scheenplaten) van een hopliet veroorloven omdat zij gerekruteerd werden uit de onderste bevolkingslagen. Ze maakten het grootste deel uit van de strijdmachten van de Aetolische en Achaeïsche Bond. Vaak waren het huurlingen, die zich al snel tot gewaardeerde soldaten zouden ontwikkelen. Van toen af aan werden hoofdzakelijk helmen gedragen en werden de schilden groter; later zou hier soms ook nog een borstpantser bij komen.
Daar de peltasten niet door zware uitrusting belemmerd werden, waren ze de hoplieten qua beweeglijkheid verre de baas. Tegelijkertijd waren ze ten opzichte van de andere, nog lichter bewapend voetvolk, zoals de boogschutters en slingeraars beter beschermd door hun schild; ze waren hierdoor op korte afstand en in man-tegen-mangevechten tegen hen opgewassen. Hun reikwijdte was natuurlijk in vergelijking met deze beduidend minder, toch hadden hun spiesen door de ijzeren punten en de grotere massa ervan een hogere doordringingskracht en daarmee betere kansen, althans om zwakke pantsers of schilden te doordringen.
In de linkerhand droegen ze zowel het schild als een bundel lichtere werpspiesen. Deze waren ongeveer anderhalve meter lang. Hoewel ze op afbeeldingen meestal met weinig van deze afgebeeld worden, konden ze waarschijnlijk in werkelijkheid ongeveer vijf van deze speren meedragen. Hun tactiek bestond eruit, zich in kleine groepen en in looppas de vijandige falanx tot op werpafstand te benaderen en hun werpspiesen toe te werpen, alvorens de hoplieten hun lansen tegen hen konden gebruiken. De werpspiesen van de peltasten waren aan het einde van de schacht van een ophanglus voorzien. Om te werpen stak de peltast de wijs- en middelvinger in de ophanglus en hield de schacht met de andere vingers vast. De ophanglus maakte het hem mogelijk, de spies met grotere precisie en kracht te werpen.
Peltasten waren niet uitgerust om bij zware aanvallen door de vijand stand te houden. Toch waren ze naast hun werpspiesen met een kortzwaard uitgerust, dat ze in geval van nood konden gebruiken. Vanaf de 4e eeuw v.Chr. ging men zelfs over, boven op de werpsperen nog lange lansen voor de achterhoedegevechten mee te nemen. Hun plaats zou in het Macedonische leger ingenomen worden door de hupaspistai.

## Verder lezen
- M. Moerbeek, The Thracian peltast, monolith.dnsalias.org, 1997-1998.